# Petar III. Aragonski
Petar III. Aragonski, španjolski: Pedro III de Aragón, (1239. – 2. studenog 1285.) je bio kralj Aragona, Valencije, grof od Barcelone (1276. – 1285.) i kralj Sicilije (1282. – 1285.) On je prvi kralj Sicilije iz barcelonske dinastije.
1262. oženio se Kostancom, nasljednicom sicilijanske krune. Tijekom Rekonkviste stekao je vojno iskustvo. Nakon smrti oca, Jakov I. Aragonski, zemlje Krune Aragona su podijeljene. Petar je dobio Aragon, Valenciju i katalonske grofovije, a Jakov II. Baleare i Montpellier. Kada je okrunjen, odrekao se svih obveza koje je još njegov djed dao papi. Prvi njegovi potezi bili su okrenuti ka umirivanju Valencije.

## Invazija na Tunis i Sicilijanske večeri
Kada je umro tuniski emir 1277. vazalski odnos Tunisa u odnosu na Aragon počinje slabiti, pa Petar III. šalje 1280. godine ekspediciju u Tunis. Tijekom 1281. priprema 140 brodova i 15.000 vojnika za invaziju na Tunis. Aragonska vojska se iskrcala 1282. i započela je s utvrđivanjem. U to vrijeme uslijedila je pobuna na Siciliji zvana "Sicilijanske večeri". Sicilijanci su poslali izaslanstvo i obraćaju se Petru III s molbom da im pomogne u svrgavanju Anžuvinaca na Siciliji. Petar III. je po nasljednoj liniji imao legitimno pravo na sicilijansko prijestolje, pripadao je istoj porodici kao i Robert Guiscard, normandijski osvajač Sicilije i na taj način mogao polagati pravo na Kraljevinu Siciliju. Anžuvinci su bili nepopularni na Siciliji, a došli su na vlast zahvaljujući pomoći pape. Petar III. se iskrcao u Trapanima 30. kolovoza 1282. Proglašen je kraljem 4. rujna 1282. u Palermu. Karlo I. Anžuvinac je bio prisiljen pobjeći na jug Italije kako bi zadržao dio tadašnje kraljevine Sicilije, tj. Napuljsko Kraljevstvo.

## Aragonski križarski rat
Petar III. se iskrcao u Calabriji, gdje zauzima većinu obale. Papa je bio ljut novim razvojem događaja, pa stvara savez protiv Petra III. i poziva na križarski rat protiv njega. Taj rat je nazvan Aragonski križarski rat. U tom ratu Petar pobjeđuje francuske križare. Pri povlačenju preko Pirineja u Francusku, križari su 1285. pretrpjeli strašan poraz.
Petar III. je umro ubrzo nakon tog rata. Kraljevina Aragon je pripala najstarijem sinu Alfonsu III. Aragonskom, a Sicilija Jakovu I. Sicilijanskom.

## Titule
| Prethodnik:        | Kralj Aragona 1276. – 1285. | Nasljednik:           |
| Jakov I. Aragonski | Kralj Aragona 1276. – 1285. | Alfons III. Aragonski |

| Prethodnik:        | Grof od Barcelone 1276. – 1285. | Nasljednik:            |
| Jakov I. Aragonski | Grof od Barcelone 1276. – 1285. | Alfonso III. Aragonski |

| Prethodnik:        | Kralj Valencije 1276. – 1285. | Nasljednik:            |
| Jakov I. Aragonski | Kralj Valencije 1276. – 1285. | Alfonso III. Aragonski |

| Prethodnik:              | Kralj Sicilije 1282. – 1285. | Nasljednik:         |
| Karlo I., kralj Sicilije | Kralj Sicilije 1282. – 1285. | Jakov II. Aragonski |

## Vanjske poveznice
- Pedro III. Aragonski, njegovi preci  i potomci